# 戴尔·拜尔
戴爾·貝爾（英語：Dale Baer，1950年6月15日—2021年1月15日）是華特迪斯尼動畫工作室和貝爾動畫公司的美國角色動畫師。他負責許多角色的動畫製作。

## 生平
貝爾在動畫行業擁有40多年的經驗。他在商業領域也有27年的經驗。貝爾的工作室專門從事傳統的計算機動畫，用於動畫和商業廣告。貝爾也曾經和頂尖行業合作，製作了高質量的動畫作品。他於1970年加入華特迪士尼公司，成為新培訓計劃的第二位成員。後來領先Ted Kierscey成為特效動畫師。之後貝爾獲得了九位資深動畫師Eric Larson、John Lounsbery、Milt Kahl、Wolfgang Ruthman和Frank Thomas跟Ollie Johnston的尊敬。
他最後為動畫製作的作品是《鮑勃的漢堡：電影》，目前正在後期製作中。
貝爾死於加利福尼亞州爾灣的爾灣醫學中心，死因為肌萎縮性脊髓側索硬化症。

## 參與作品
| 年   | 電影名稱                              | 負責工作              | 著作角色                |
| ---- | ------------------------------------- | --------------------- | ----------------------- |
| 1972 | 綠野仙踪                              | 背景美術師            |                         |
| 1973 | 羅賓漢                                | 角色動畫師            |                         |
| 1974 | 小熊維尼和太跳跳虎 (短片)             | 動畫師                |                         |
| 1977 | 小熊維尼歷險記                        | 動畫師                |                         |
| 1977 | 救難小英雄 (迪士尼)                   | 角色動畫師            | 伯納特和碧安卡小姐      |
| 1978 | 指環王                                | 背景美術師/主要動畫師 |                         |
| 1980 | 一路平安，查理·布朗（而且不要回來！） | 動畫師                |                         |
| 1983 | 米奇的聖誕頌歌                        | 動畫師                |                         |
| 1985 | 黑神鍋傳奇                            | 動畫師                |                         |
| 1986 | 妙妙探                                | 動畫師                |                         |
| 1988 | 威探闖通關                            | 動畫導演              |                         |
| 1990 | The Prince and the Pauper             | 動畫導演              |                         |
| 1993 | 最後的動作英雄                        | 動畫設計師/動畫師     |                         |
| 1994 | 獅子王                                | 動畫師                | 成人的辛巴              |
| 1998 | 尋求卡米洛特                          | 動畫師                |                         |
| 1999 | 泰山                                  | 配角動畫師            |                         |
| 2000 | 變身國王                              | 監製動畫師            | 伊絲瑪                  |
| 2002 | 星銀島                                | 動畫師                | 戴德曼博士              |
| 2004 | 放牛吃草                              | 監製動畫師            | 少年時的阿拉米達·施林   |
| 2005 | 四眼天雞                              | 動畫師                |                         |
| 2007 | 未來小子                              | 監製動畫              | 威爾柏·羅賓森「小威」   |
| 2009 | 公主與青蛙                            | 動畫師                | 雷/台譯：阿蟲、青蛙獵人 |
| 2011 | 小熊維尼大電影                        | 監製動畫師            | 貓頭鷹                  |
| 2017 | 湯姆貓與傑麗鼠：威利·旺卡和巧克力工廠 | 角色畫面、動畫師      |                         |
| TBA  | 鮑勃的漢堡：電影                      | 動畫師 (最後作品)     |                         |

## 外部連結
- 戴尔·拜尔在互联网电影资料库（IMDb）上的資料（英文）